# Den stora makabern

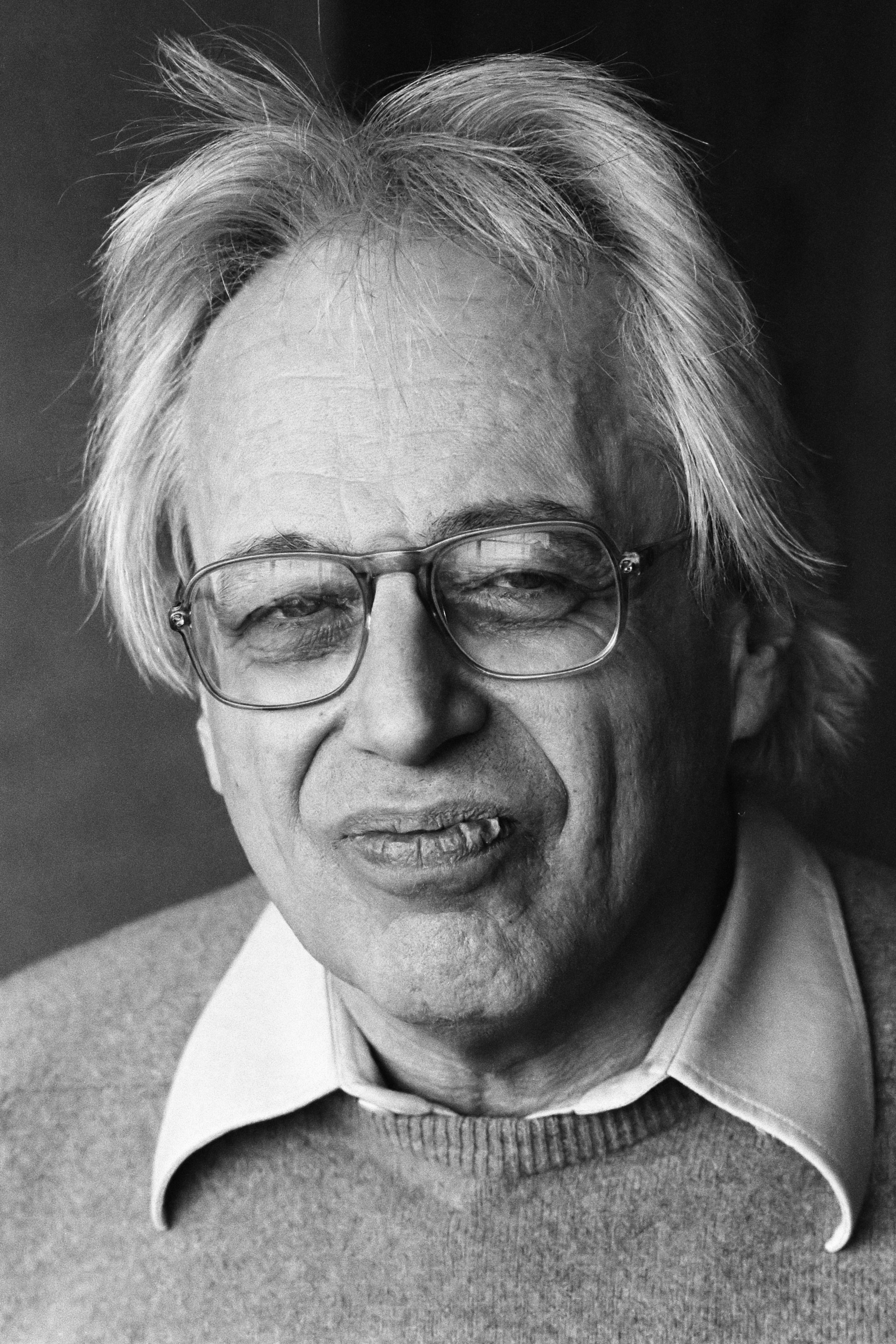
György Ligeti

Den stora makabern (tyska: Der grosse Makabre, franska: Le grand macabre) är en opera i två akter (fyra scener) med musik av György Ligeti. Libretto av Michael Meschke och tonsättaren som bygger på Michel de Ghelderodes skådespel La Ballade du Grand Macabre (1934).

## Historia
Operan skrevs på uppdrag av Stockholmsoperans chef Göran Gentele, som vände sig till Ligeti sedan dennes Requiem uppförts i Stockholm 1965. De följande åren kom Ligeti med olika förslag till verk utan egentlig handling och därefter med ett utkast till en opera på Oidipusmotivet, men då Gentele avled 1972 fanns ännu inget definitivt material klart. Det var scenografen Aliute Meczies som riktade Ligetis uppmärksamhet på Ghelderodes La ballade du grand macabre från 1934, en surrealistisk fars om världens undergång. 1973 fick Michael Meschke i uppdrag att förvandla den symbolistiska farsen till ett operalibretto. Under arbetets gång ändrade emellertid Ligeti texten radikalt. Operan har sina rötter i 1930-talets absurda teater. Istället för att behandla världens undergång tragiskt, har Ligeti valt en grotesk, komisk aspekt. Förutom de traditionella orkesterinstrumenten använde sig Ligeti av musikaliska egenheter som biltutor, lergökar och dörrklockor. Urpremiären ägde rum på Stockholmsoperan den 12 april 1978. En reviderad version uppfördes den 28 juli 1997 i Grosses Festspielhaus i Salzburg.

## Anti-opera
Långt innan någon ännu visste om Ligetis opera skulle bli en succé eller ett fiasko hade Hamburgische Staatsoper försäkrat sig om rätten till den tyska premiären, medan Rolf Liebermann i Paris hade gjort anspråk på det franska uruppförandet, och Bologna - som hunnit före La Scala i Milano - hade lagt en option på förstahandsrättigheterna för Italien. Såväl tonsättaren som operan fick ett triumfartat mottagande. Operan anknyter till medeltida dödsdanser och barockmysterier. Men istället för präktiga allegorier bestäms skeendet av mustiga gestalter och situationer hämtade från serier, sagor och filmer. Nekrotzars aura är hämtad från såväl den litterära som den musikaliska traditionen av den don Juan, don Quijote, greve Dracula eller Alfred Jarrys Kung Ubu. Han är en sammansatt gestalt och följaktligen antipsykologiskt hopkommen. På motsvarande sätt är:
musiken till "Den stora makabern" inte atonal men inte heller en återgång till tonaliteten. Den närmar sig popkonsten. Den är på ett bestämt sätt konkret, det finns linjer och melodiska sammanhang i den som behandlas figurativt. Stycket är fullt av traditionella citat, även av pseudocitat, ofta rent av falska citat.
Paret Mescalina och Astradamors samliv framställs som en parodi på den äktenskapliga samvaron och Kants berömda definition av det borgerliga äktenskapet som ett "ömsesidigt bruk av fortplantningsorganen". Mescalina fordrar sex men Astradamors är överbelastad genom sina dubbla plikter: yrket som stjärntydare och hushållssysslorna.
Under 1970-talet låg leken med världens undergång i luften. Mauricio Kagel uppförde sin Die Erschöpfung der Welt på scenen 1980. Förhoppningen om "en ände med förskräckelse" (som ett alternativ till "en förskräckelse utan ände"), som hade kommit på modet till följd av farorna från det moderna industrisamhället, kom emellertid på skam hos den eftertänksamme Ligeti. I själva verket hade den verkliga faran för att världen skulle gå under redan infunnit sig, men antingen underskattade man den eller också tog man den inte på allvar. Analogt med Breughellands invånare i operan befann sig mänskligheten redan mitt uppe i katastrofen, men utan att lägga märke till den. De verkliga fasorna i världen i slutet av 1900-talet gjorde det svårt för iscensättarna att framställa katastrofstämningen på scenen. Amerikanen Peter Sellars team försökte på ett intressant sätt åstadkomma den genom en blandning av samtida Hollywoodfantasier och en scenbild med motiv från Hieronymus Bosch.

## Personer
| Roller                                  | Stämma      | Rollbesättning vid premiären 12 april 1978 (Dirigent: Elgar Howarth) |
| --------------------------------------- | ----------- | -------------------------------------------------------------------- |
| Piet von Sup, borgare i Breughelland    | Tenor       | Sven Erik Vikström                                                   |
| Clitoria                                | Sopran      | Elisabeth Söderström                                                 |
| Spermando                               | Mezzosopran | Kerstin Meyer                                                        |
| Nekrotzar                               | Baryton     | Erik Saedén                                                          |
| Astradamors, furstlig astrolog          | Bas         | Arne Tyrén                                                           |
| Mescalina                               | Alt         | Barbro Ericson                                                       |
| Furst Go-Go, härskare över Breughelland | Sopran      | Gunilla Slättegård                                                   |
| Den vite ministern                      | Tenor       | Dmitry Cheremeteff/Sven Erik Vikström (röst)                         |
| Den svarte ministern                    | Bas         | Nils Johansson/Arne Tyrén (röst)                                     |
| Säpopo, säkerhetspolisens chef          | Sopran      | Britt Marie Aruhn                                                    |
| Venus                                   | Sopran      | Monika Lavén/Kerstin Wiberg (röst)                                   |
| Ruffiack                                | Bas         | Ragne Wahlroth                                                       |
| Schobiack                               | Baryton     | Hans-Olof Söderberg                                                  |
| Schabernack                             | Bas         | Lennart Stregård                                                     |

## Handling
Operan utspelar sig i sagotid i Breughelland.
Akt 1
Scen 1.
Uvertyren till denna genomgående groteska opera är skriven för 12 bilhorn. När den är över hörs i fjärran Piet von Sup sjunga den gamla domedagssekvensen Dies irae. Han vacklar in på scenen dödligt berusad, alltmedan han lovsjunger Breughellands fröjder men avbryts, när kärleksparet Clitoria och Spermando gör entré. De sjunger en extatisk kärleksduett, som vid de lidelsefulla höjdpunkterna kommenteras av Nekrotzar, som upprepar dessa ord. Varken kärleksparet eller fyllbulten lägger märke till honom. När duetten fortsätter, utsmyckas den med obscena kommentarer från Piet. Nekrotzar blir alltmer högröstad, och Spermando vänder sig nu rasande mot Piet som han tidigare inte märkt och anklagar honom för att vara fridstöraren. Kärleksparet flyr. Nekrotzar visar sig nu för den vettskrämde Piet, vars bön om nåd utmynnar i ett berusat lallande. Nekrotzar profeterar om Breughellanbds snara undergång, och bakom scenen hörs en kör av andar. Nekrotzar befaller Piet att följa med, när de har hämtat erforderlig utstyrsel i den gravkammare Nekrotzar kommit från. Piet råkar stöta på Clitoria, som försvaras av den rasande Spermando. När Clitoria får se den öppna graven drar hon Spermando med sig ner i den. Piet von Sup har efterhand nyktrat till och förstår vem han har att göra med, men hans böner hjälper honom inte. Nekrotzar gör Piet till sin väpnare och använder honom som ridhäst. Han rider mot furst Go-Gos hov i staden. Scenen ligger ödde, men från graven hörs Clitorias och Spermandos stämmor.
Scen 2.
Mescalina pryglar som bäst sin förhatlige man Astradamors och jagar honom runt i det belamrade och ostädade huset. Var gång piskan träffar honom ropar han efter mer. Till sist tar hon fram ett stekspett. Astradamors har garderat sig och stoppar ett grytlock i byxorna, men Mescalina tar bort det och sticker honom i ändan. Astradamors faller livlös samman. Nu blir Mescalina misslynt. Är han död? Det tänker hon inte gå med på. Hon skrämmer honom med en stor svart spindel och Astradamors kommer snart till sans. Mescalina undrar hur det går med hans arbete. Astradamors ser i kikaren och blir överraskad. Han upptäcker en komet som närmar sig jorden och som vid midnatt kommer att leda till världens undergång. Mescalina försöker också kika och frågar om planeterna sitter fast. Astradamors sjunger en aria, i vilken han förbannar sin hustru. Han skulle kunna spränga hela universum i luften om han bara kunde bli kvitt henne. Nu brakar Nekrotzar in genom dörren. Mescalina står och drömmer om Venus och om en sexuellt potent mat, medan Nekrotzar fascinerad betraktar henne. Han kastar sig lystet över henne, tillfredsställer henne genom en rad brutala sexuella överdrifter och biter henne slutligen i strupen. Hon vaknar ur sin trans och ruskar honom av sig - bara en vampyr! Ändå sjunker hon död till golvet. Nekrotzar ger uttryck för sitt äckel och vänder sig bort från henne, medan Piet och den förtjuste Astradamors släpar ut liket. Nekrotzar frågar hur det gått med kometen. Han öppnar dörren och bländas av ett starkt ljus. Tillsammans med Piet går han sin väg och lämnar Astradamors som äntligen är herre i sitt eget hus.
Akt 2
Scen 3.
Den vite och den svarte ministern vid furst Go-Gos hov tävlar med varandra på allittererade rim. Statens angelägenheter skall skötas, men tiden räcker även till för privata sysslor mellan de bestämda tider när fursten skall rida och äta. Ministrarna tröttnar och anhåller om avsked vilket genast beviljas dem. Alla häpnar, ministrarna är mållösa av raseri, Go-Go frossar i sin egen djärvhet. Säkerhetspolisen går runt i salen och chefen avslöjar några hemliga nyheter. Utanför hör man folket larma. Ett kraftigt rött sken börjar lysa, ministrarna börjar träta om de bästa platserna på balkongen och fäller varandra i striden. Fursten mottar folkets hyllningar. Ministrarna reser sig igen och kräver ånyo att få avsked, men Go-Go säger nej, eftersom han vill visa att det är han som bestämmer. Nu återvänder Säpopo och avslöjar ännu fler nyheter i förtroende och ministrarna utnyttjar tillfället till att smita. Äntligen är fursten herre i sitt eget hus. I fjärran hörs folkets klagan. Polischefen rapporterar om Nekrotzar och kometen och skyndar sig, skrikande av skräck ut i kulissen. Men ingen katastrof kommer, endast Astradamors, som är på ett strålande humör. Go-Go känner sig besvärad av folkets veklagan, som emellertid förstummas, när han frågar dem vad de klagar för. Astradamors förundrar sig över Go-Gos omedvetenhet. En siren ljuder, och Go-Go gömmer sig under bordet. Nekrotzar anländer med sitt följe och håller ett tal, ledsagad av domedagsbasuner, men Astradamors lugnar folket. Domedagen har alltid bara varit tomt prat. Med benägen hjälp av Piet bjuder han på mat och dryck. Framåt natten försöker Nekrotzar att ta sig samman. Han söker sin lie och sin domedagsbasun och får hjälp upp på furstens gunghäst. Ljuset från kometen blir allt starkare, och Nekrotzar frambesvärjer i den allsmäktiges namn världens undergång. Ljuset falnar, och Nekrotzar faller.
Epilog.
Piet och Astradamors svävar omkring och tror att de är i himlen, för det är så skönt i Breughelland. Det blir kallt, och de flyger bort. Go-Go står i det grå morgonljuset och betraktar förödelsens styggelse. Soldaterna Ruffiak, Schobiak och Schabernak anländer och blir muntra vid tanken på ett civilt liv. Fursten är ju död, har de hört. Nekrotzar vaknar och blir rasande när han finner att det fortfarande existerar människor. Soldaterna känner igen fursten och gör honnör. Nekrotzar vill gömma sig i graven och mumlar surt om piskor, spindlar och stekspett. Go-Go öppnar ilsket dörren och ut far Mescalina som i Nekrotzar känner igen sin förste make vilken hon rasande angriper. Ruffiak och Schobiak griper henne på furstens befallning och Schabernak kommer dragande med de två ministrarna. Det blir stort slagsmål, och mitt i det hela kommer Piet och Astradamors tillbaka. Nekrotzar iakttar dem under tystnad. Han krymper samman och sjunker till marken. Vid soluppgången är han helt försvunnen.
Det är tyst på scenen. Upp ur graven kommer Clitoria och Spermando. De bryr sig inte om världens undergång utan sjunger tillsammans med Go-Go slukoralen "Frukta icke döden". Ty döden kommer givetvis - men inte nu.

## Orkesterbesättning
Ligeti skrev för en utökad orkester med ett enormt sortiment av olika slagverk:
| Träblås 3 flöjter (andra och tredje dubblerar på piccolaflöjt) 3 oboer (andra dubblerar på oboe d'amore, 3:e dubblerar på engelskt horn) 3 klarinetter i B (andra dubblerar på piccolaklarinett i E och altsaxofon, 3:e dubblerar på basklarinett i B) 3 fagotter (tredje dubblerar på kontrafagott) 3 munspel (spelas av antingen hornspelarna eller trumslagarna) Bleckblås 4 valthorn i F 4 trumpeter i C (första och andra dubblerar på piccolatrumpeter i D) 1 bastrumpet i C 3 tromboner (tenortrombon, tenor-bas och kontrabastrombon) 1 bastuba | Slagverk pukor percussion (fyra spelare) Klaverinstrument celesta (dubblerar på cembalo) stort piano (dubblerar på elektroniskt piano) elorgel (manualer endast, dubblerar på regal) Stråkar mandolin harpa 3 violiner 2 viola 6 cello 4 kontrabasar |  |

Den stora slagverksensemblen använder ett stort urval av vanliga saker, såväl som standardinstrument: xylofon, vibrafon, klockspel, marimba, bilhorn i olika tonhöjder, speldosor, elektriska dörrklockor, tamburiner, militärtrumma, virveltrummor, bongotrummor, congas, tenortrumma, paradtrumma, bastrummor, trianglar, crotales, förankrade cymbaler, antika cymbaler, gong, tamtam, rörklockor, japanska tempelklockor, maracas, guiro, slagträn, claves, kastanjetter, harskramla, träblock, tempelblock, storslägga, visselpipa, gökvisselpipa, signalvissla, ångbåtsvissla, ljudsirener, ankkvackare, stor alarmklocka, stor metronom, papper (antingen silke eller tidning), sandpappersblock, vindmaskin, papperspåse, låda full med bestick, stekpanna och pistol.